# Geoffroy Herbert
Pour les articles homonymes, voir Herbert.
Geoffroy Herbert, mort le 1er février 1510 au château de Courcy, est un prélat français du XVe siècle et du début du XVIe siècle. Il est parisien et le fils de Jean Herbert, seigneur d'Ossonvilliers et surintendant des finances de France, et de Jeanne Guérin. Son frère Louis devient  évêque d'Avranches.

## Biographie
Geoffroy Herbert occupa le siège épiscopal de Coutances de 1479 à 1510. Il est arrêté comme devin et magicien pendant le règne de Louis XI, mais est mis en liberté par le nouveau roi Charles VIII en 1483. La véritable cause de sa détention était le grand crédit qu'il avait auprès du duc de Bourbon.
En 1494, Geoffroy Herbert pose la première pierre de la nouvelle église Saint-Pierre de Coutances, tombée en ruine. Il fonde aussi l'hôtel-Dieu de Coutances, et fait construire le chœur à double déambulatoire de l'église Notre-Dame de Saint-Lô.
Geoffroy Herbert est aussi premier président du parlement de Normandie.

## Sources
- Histoire des évêques de Coutances, 1838